# Nelliella nelliiformis
Nelliella nelliiformis är en mossdjursart som först beskrevs av Harmer 1926.  Nelliella nelliiformis ingår i släktet Nelliella och familjen Quadricellariidae. Inga underarter finns listade i Catalogue of Life.